# Vacognes-Neuilly
Vacognes-Neuilly är en kommun i departementet Calvados i regionen Normandie i norra Frankrike. Kommunen ligger i kantonen Évrecy som ligger i arrondissementet Caen. År 2022 hade Vacognes-Neuilly 680 invånare.

## Befolkningsutveckling
Antalet invånare i kommunen Vacognes-Neuilly
Referens:INSEE